# کلیسای جامع نیکورتسمیندا
کلیسای جامع نیکورتسمیندا (گرجی: ნიკორწმინდის ტაძარი) یک کلیسای ارتدکس گرجی، واقع‌شده در نیکورتسمیندا، گرجستان است.
نیکورتسمیندا در طول سال ۱۰۱۴–۱۰۱۰ هنگام فرمانروایی بگرات سوم ساخته شد و در سال ۱۵۳۴ به دست پادشاه بگرات سوم ایمرتی بازسازی شد. برج ناقوس کنار کلیسا در نیمه دوم سده ۱۹ میلادی ساخته شد.
این کلیسای جامع در فهرست آزمایشی میراث جهانی یونسکو قرار دارد.

## نگارخانه

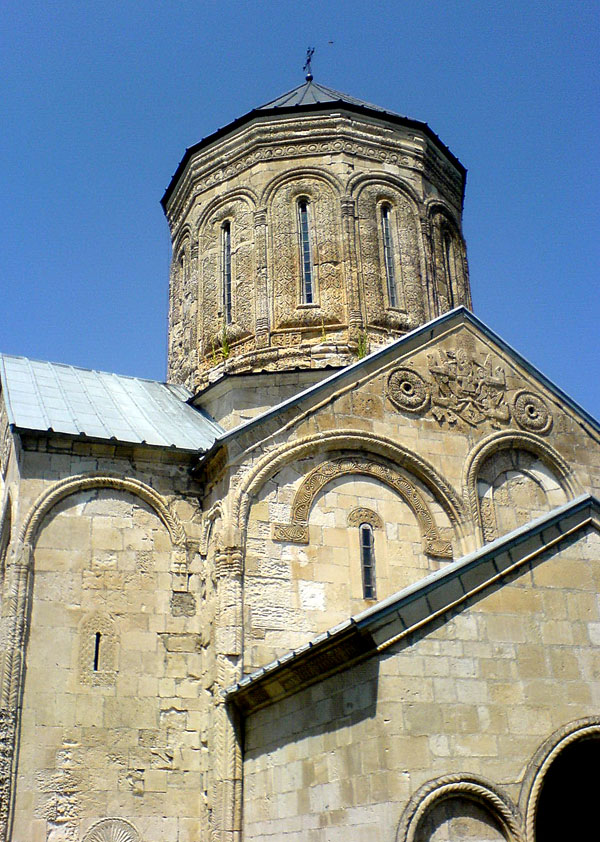
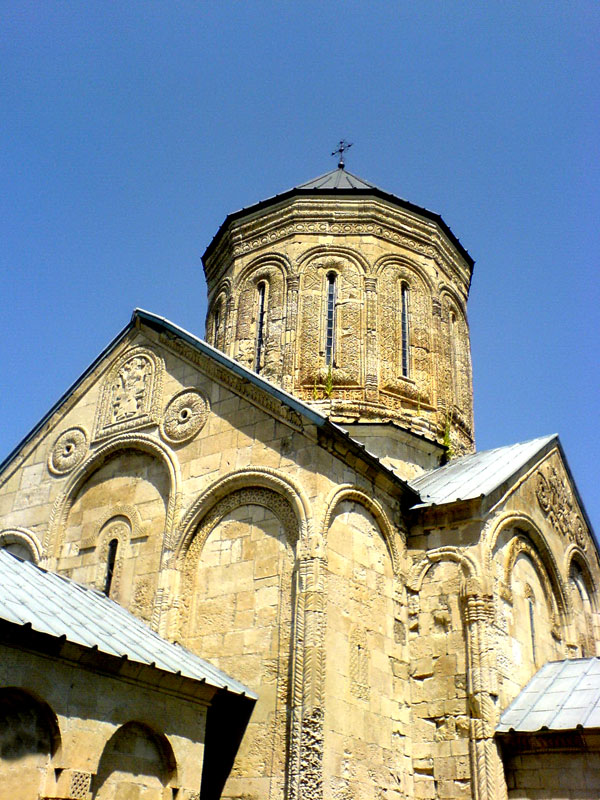
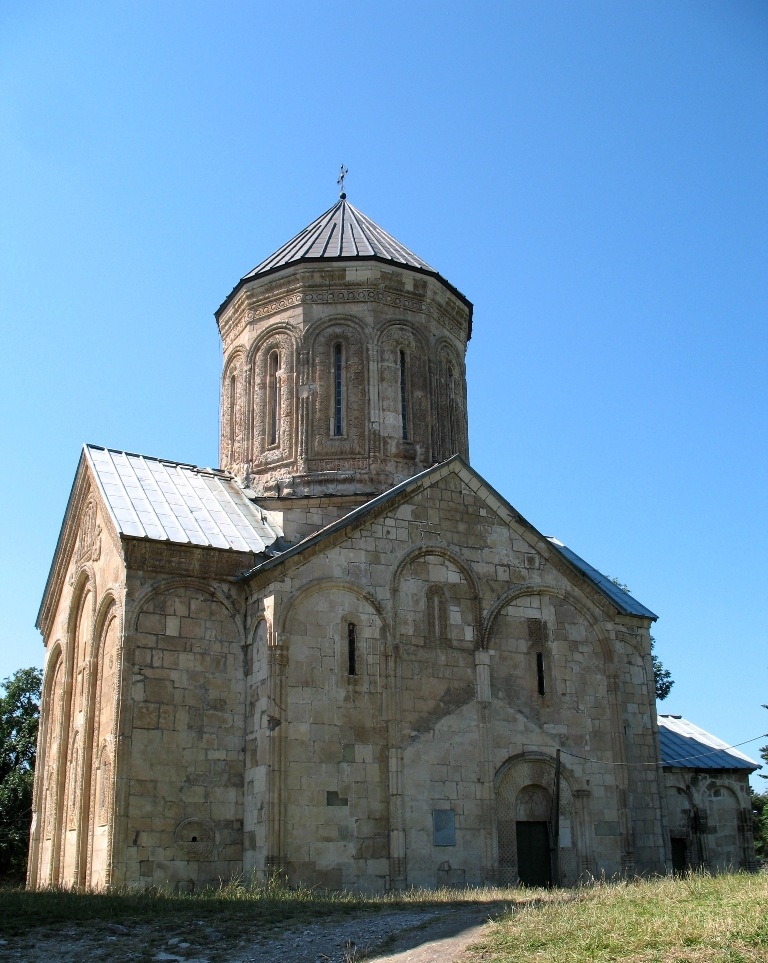
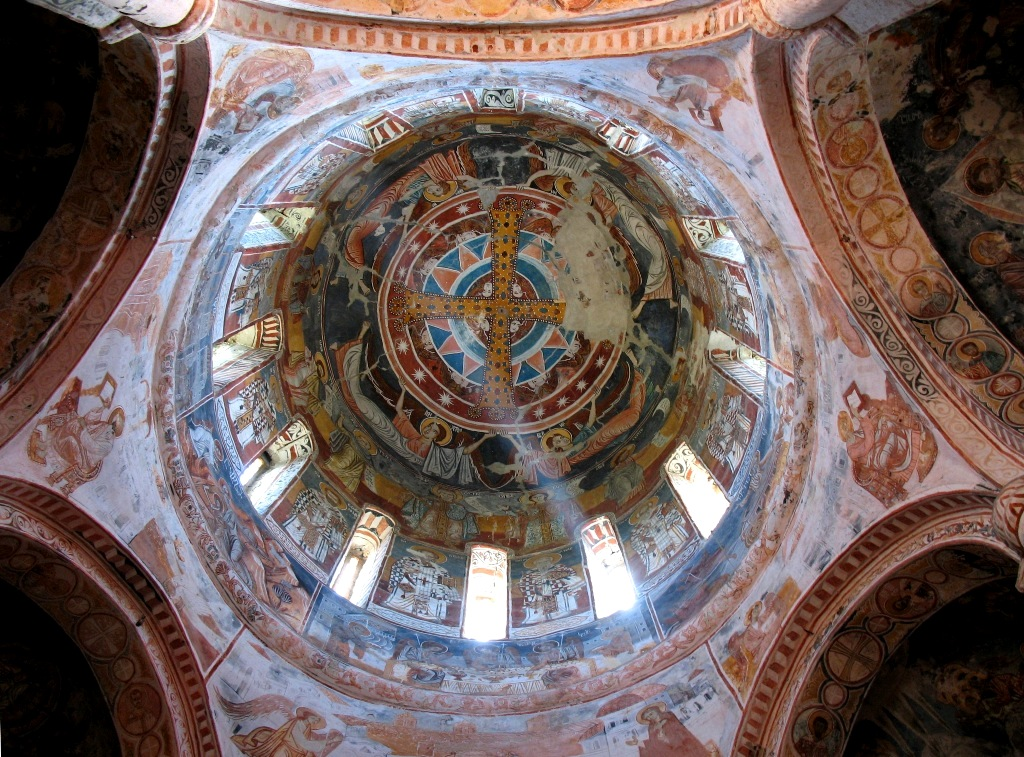
نقاشی‌های دیواری در ورودی گنبد.
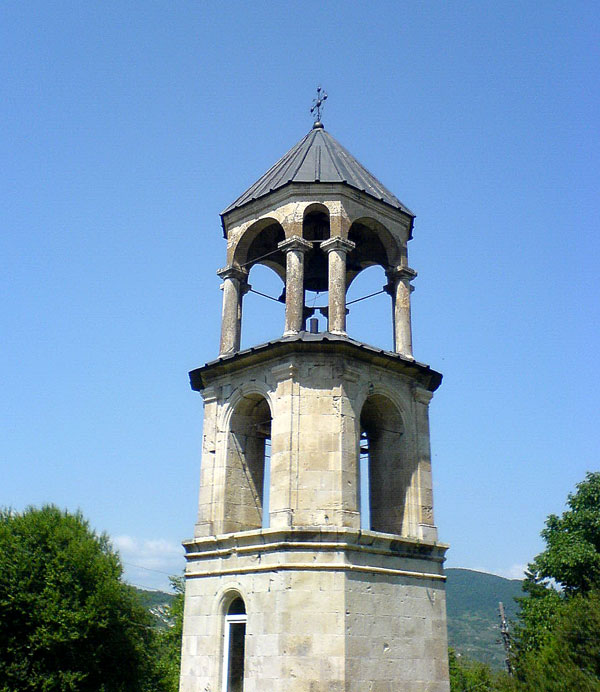
برج ناقوس، سده نوزدهم